# San Ramón, Matagalpa
San Ramón är en ort i Nicaragua.   Den ligger i kommunen  San Ramón  i departementet Matagalpa, i den centrala delen av landet. San Ramón ligger 639 meter över havet.
Terrängen runt San Ramón är kuperad. Närmaste större samhälle är Matagalpa, 9 kilometer väster om San Ramón.